# Liebichshöhe

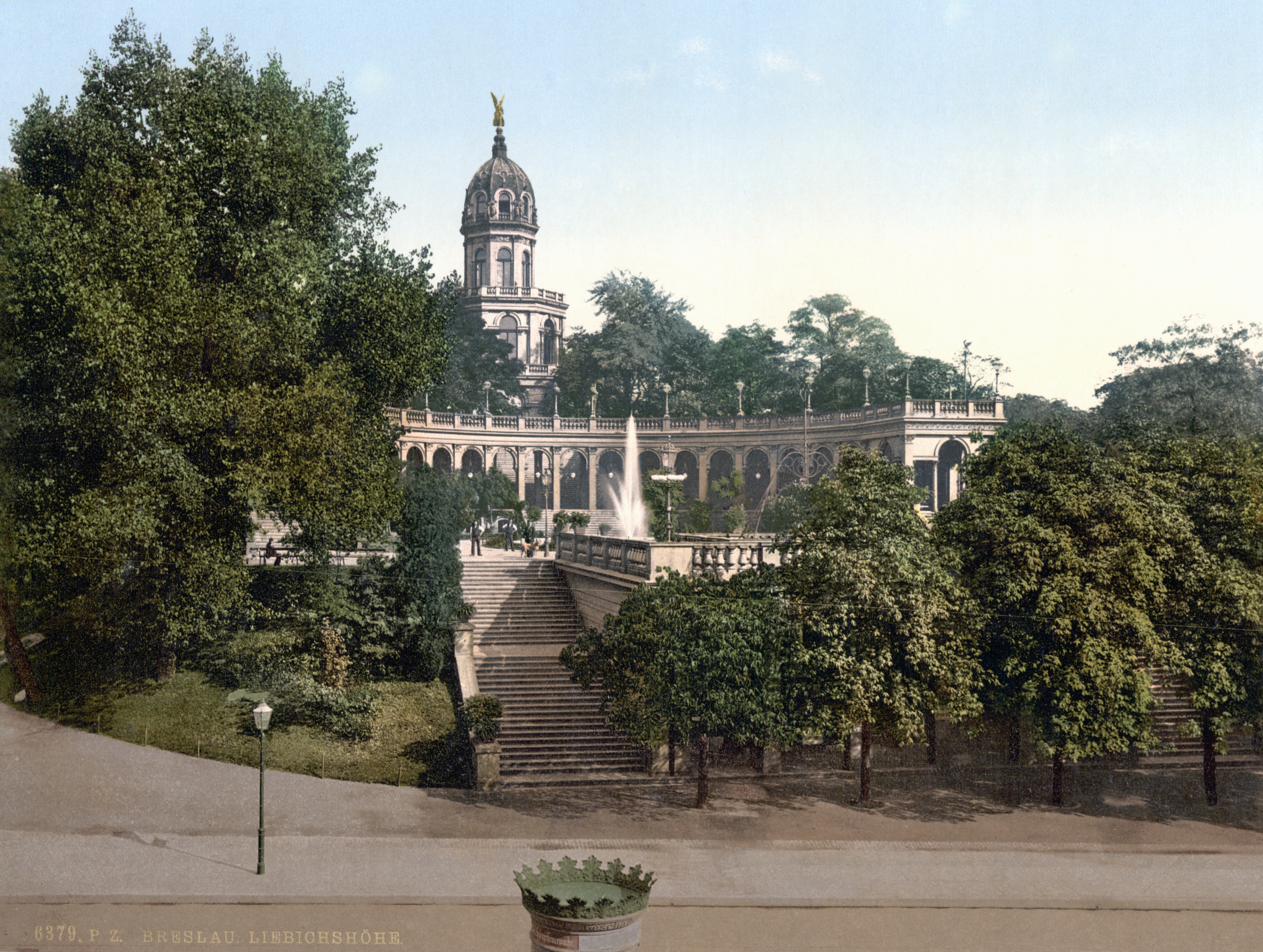
Liebichshöhe (zwischen 1890 und 1900)

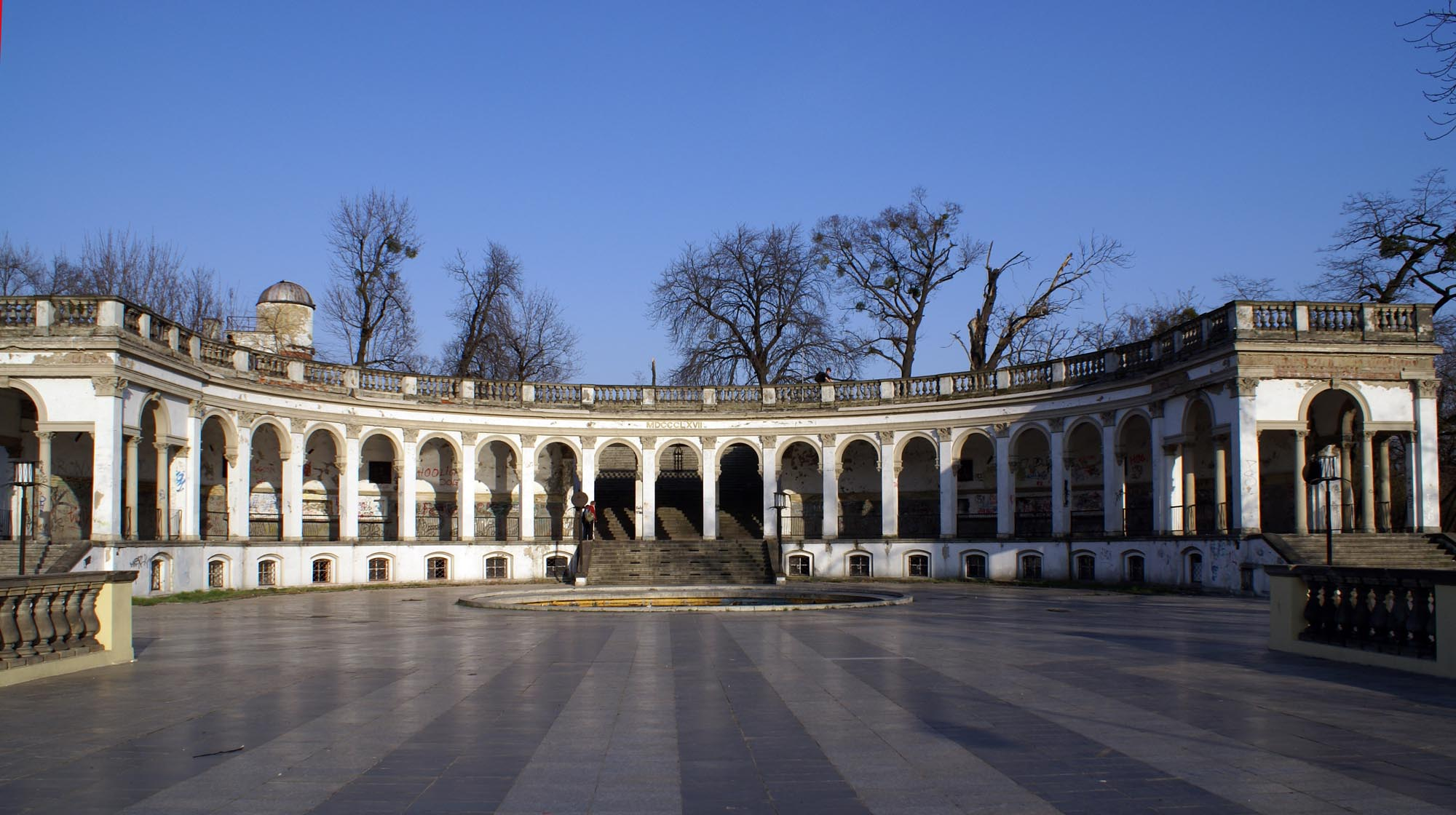
Die Liebichshöhe heute

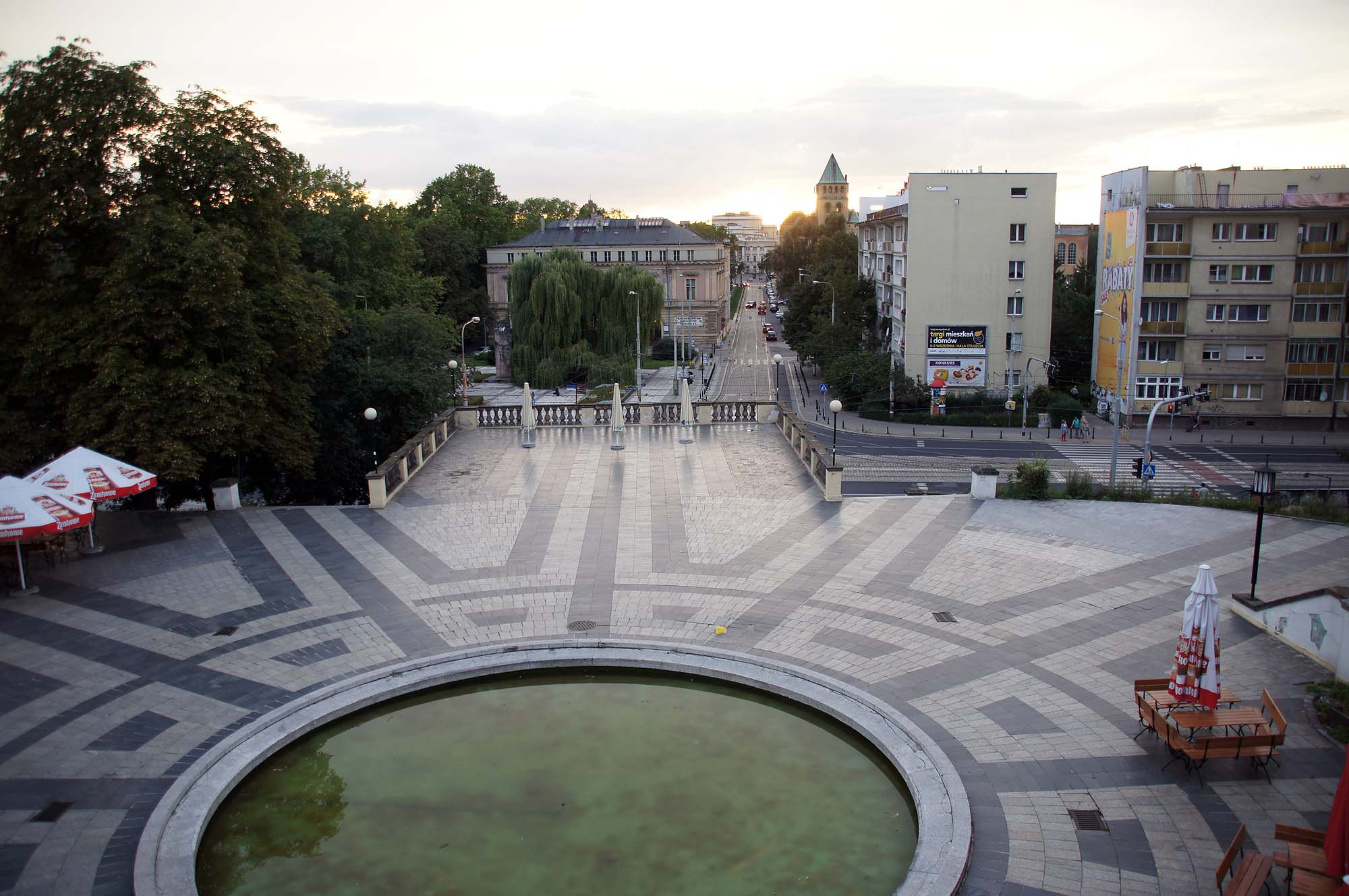
Blick von der Liebichshöhe

Liebichshöhe war der Name eines berühmten Belvederes in Breslau.

## Geschichte
Das Belvedere wurde 1867 durch den Breslauer Architekten Karl Schmidt (1836–1888) entworfen und vom Kaufmann Adolf Liebich finanziert. Die Anhöhe war bis 1807 Teil der Breslauer Stadtbefestigung und wurde Taschenbastion genannt.
Die Bauten auf der Liebichshöhe bestanden aus dem eigentlichen Belvedere mit halbkreisförmigem Säulengang, Springbrunnen, Restaurant und Aussichtsturm. Auf der Kuppel des Aussichtsturmes stand die Viktoria von Christian Daniel Rauch.
1869 wurde am Fuß der Liebichshöhe ein Denkmal für den in Breslau gebürtigen Friedrich Schleiermacher aufgestellt. Am oberen Promenadenweg wurde 1907 der Gustav-Freytag-Brunnen von Ignatius Taschner errichtet. 1936 wurde an der Ostseite der Anhöhe noch ein Kolonialdenkmal gesetzt, welches an die gefallenen Deutschen in den ehemaligen Kolonien erinnern soll. Dieses wurde 1945 entfernt.
Am Ende des Zweiten Weltkrieges befand sich bis Mitte April 1945 in den unterirdischen Gängen und Kasematten der Liebichshöhe der Gefechtsstand der Wehrmacht bei der Schlacht um Breslau. Nach dem Krieg wurde die Anhöhe in Wzgórze Partyzantów umbenannt (dt. Partisanenhügel). Die Denkmäler wurden allesamt nach dem Krieg entfernt. Der Aussichtsturm wurde 1945 gesprengt.
1967 stürzte ein Teil der ehemaligen Liebichshöhe während eines Volksfestes ein, wobei es einen Toten und viele Schwerverletzte gab. Danach war das Gelände viele Jahre abgesperrt und wurde erst 1974 anlässlich der Einweihung des Kopernikus-Denkmals wieder freigegeben.
Heute befindet sich in den Räumlichkeiten ein Café. Weiterhin wird das Gelände öfters für Konzerte und Opern im Freien genutzt. Das Gebäude selbst befand sich zurzeit in einem schlechten baulichen Zustand.
Nach umfangreichen Renovierungsarbeiten wurde die Liebichshöhe am 8. Juni 2024 wieder neu eröffnet und der Öffentlichkeit zugänglich gemacht.

## Galerie

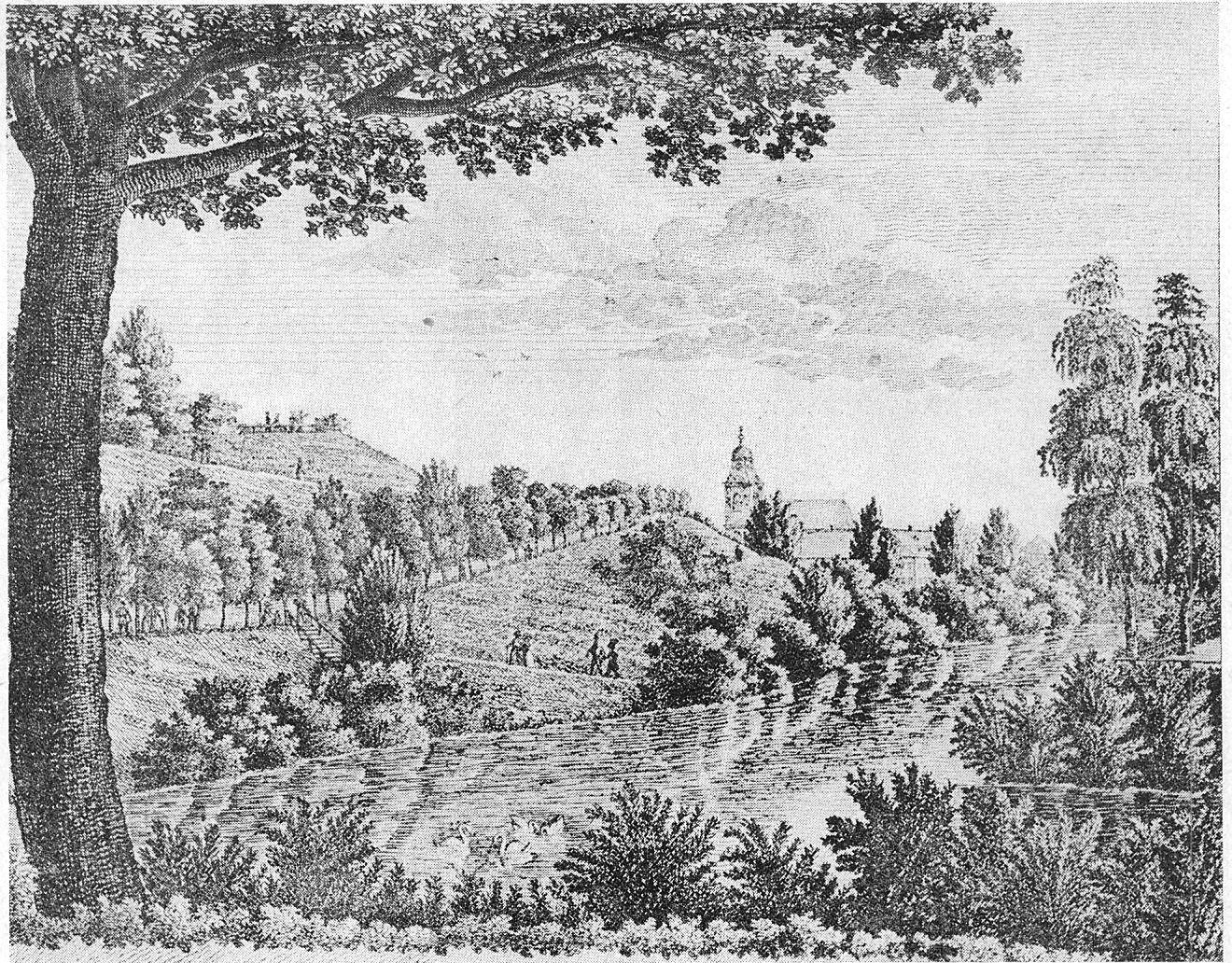
Die Taschenhöhe vor 1867
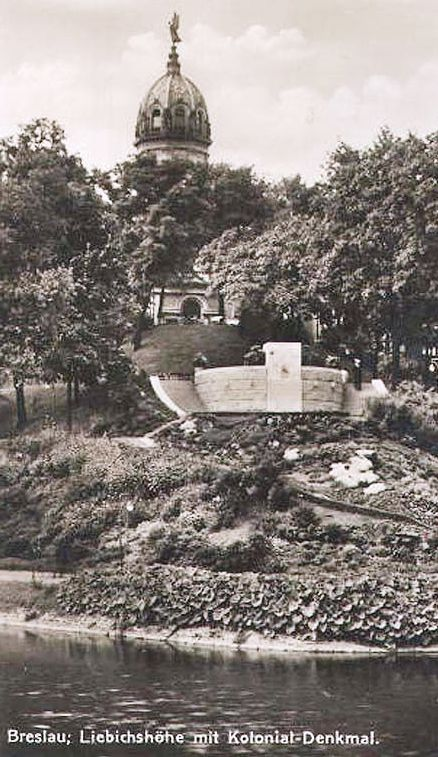
Kolonial-Denkmal mit dem Aussichtsturm im Hintergrund
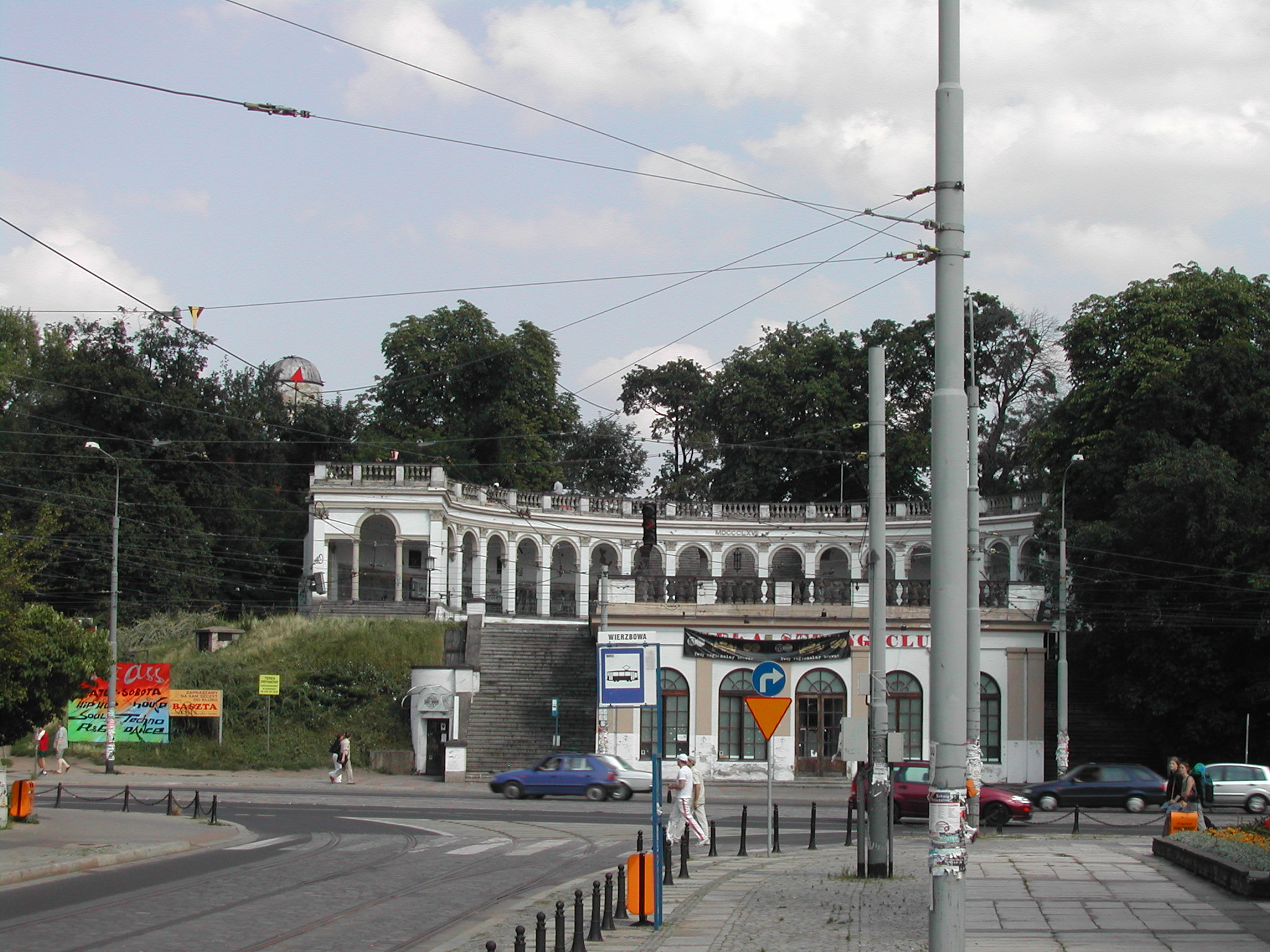
Blick von der Straße auf die Liebichshöhe heute
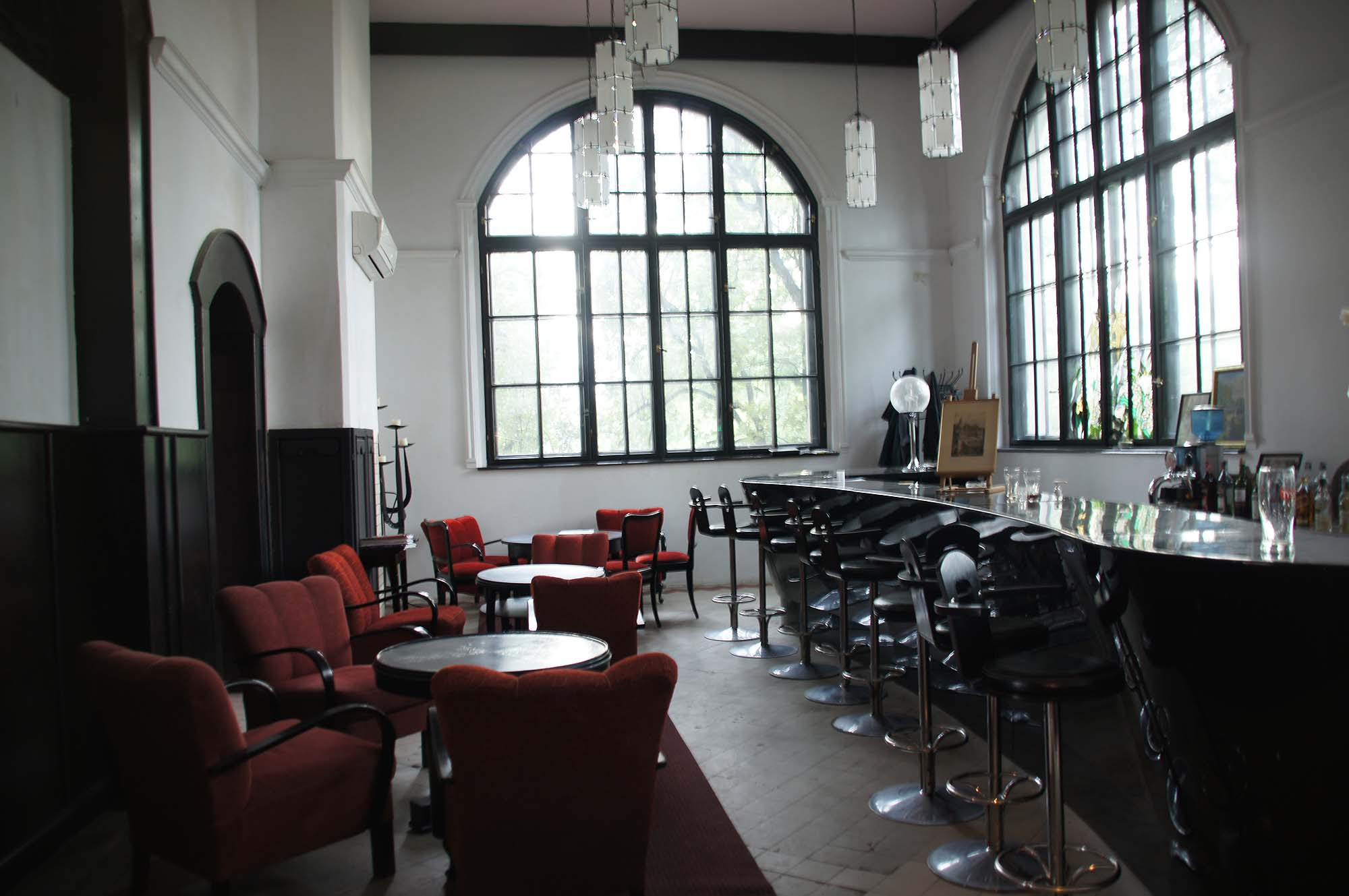
Blick in das Café
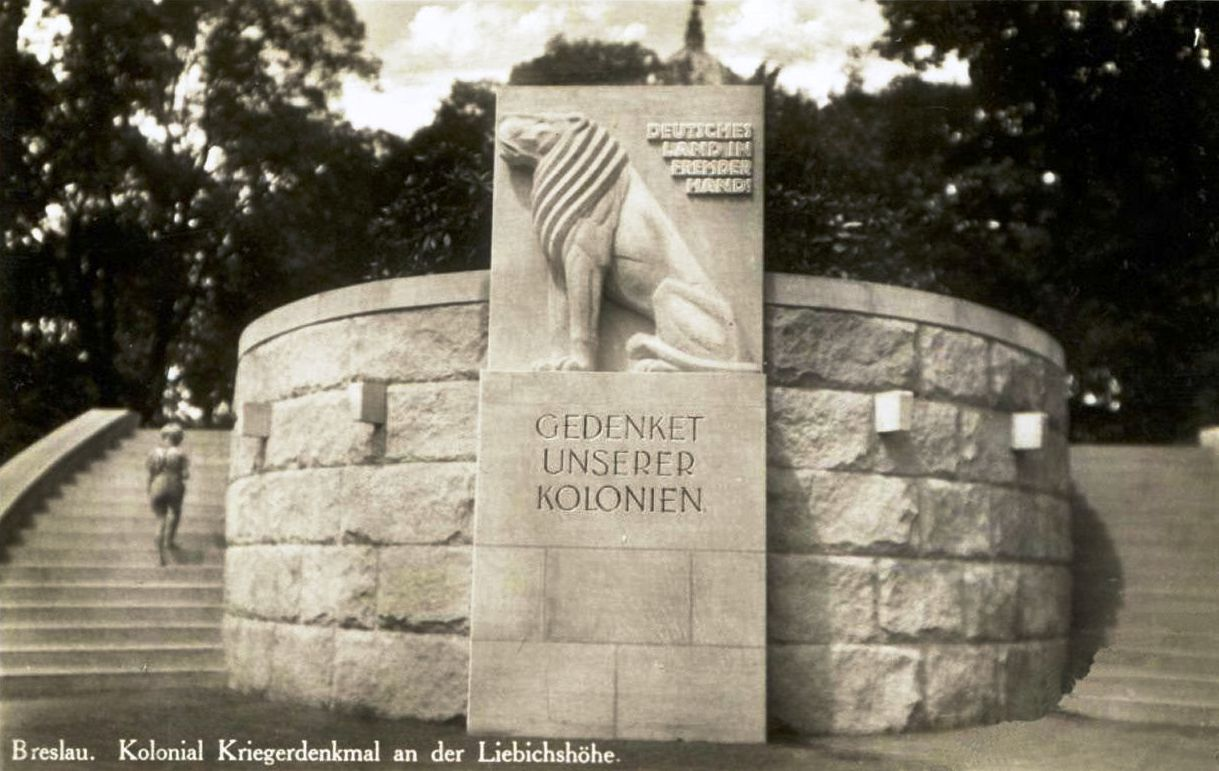
Kolonialkriegerdenkmal